# Géographie de la Grenade
La Grenade est un pays composé de l'île principale, la Grenade, et de quelques îles des Grenadines. Ces îles sont situées dans les Antilles au nord de Trinité-et-Tobago à environ 200 km des côtes vénézuéliennes.

## Île de la Grenade
L'île mesure environ 34 km de long pour 18 km de large. Située en mer des Caraïbes, elle est d'origine volcanique ce qui explique les nombreux reliefs de son territoire. Le point culminant de l'île est le mont Sainte-Catherine (840 m). Comme dans l'île de la Dominique, la Grenade possède plusieurs lacs de cratère dont à 500 m d'altitude, le Grand Étang (en)  ou le lac Antoine, qui constituent les deux plus grandes étendues d'eau douce sur l'île.

### Autres îles
Outre l'île principale de la Grenade, les îles habitées sont :
- Carriacou, au nord-est de Grenade ;
- Petite Martinique, à l'est de Carriacou.

Il existe également d'autres îles Grenadines inhabitées de moindre importance :
- île Ronde ;
- île Caille ;
- île Diamond ;
- île Saline ;
- île Frigate ;
- Large Island ;
- Les Tantes.

## Volcan sous-marin
Le Kick-'em-Jenny est un volcan sous-marin de la mer des Caraïbes, situé à 8 km au nord de l'île de Grenade et à environ 8 km à l'ouest de l'île Ronde. Le mont s'élève à 1 300 m au-dessus du fond de la mer ; son sommet est à 160 m de profondeur. Le premier enregistrement du volcan date de 1939, bien qu'il ait dû entrer en éruption de nombreuses fois avant cette date.

## Réserves forestières
Les réserves forestières de Grand Étang et d'Annandale (en) sont des aires protégées contiguës situées dans les montagnes intérieures du centre-sud de la Grenade. Elles englobent la plus grande zone terrestre protégée de la Grenade, suivie de la réserve forestière du Mont Sainte-Catherine (en).

## Climat
Il s'agit d'un climat de type tropical, caractérisé par une saison sèche allant de janvier à avril et une saison des pluies allant de juin à novembre. Lors de la saison des pluies, on compte en moyenne 22 jours de pluie par mois à Saint-Georges, la capitale (12 en saison sèche).
Les températures sont de l'ordre de 24 à 29 °C en janvier, et de 25 à 30 °C en juillet.

## Principales villes
Les principales villes de la Grenade sont (du nord au sud dans le sens horaire) : Sauteurs, Tivoli, Grenville, Marquis, Saint Davids, Calivigny, Belmont, Saint-Georges (la capitale), Grand Roy, Gouyave, Victoria.

## Sources
- CIA World Factbook